# Беливо, Жан (путешественник)
Жан Беливо́ (фр. Jean Béliveau; род. 18 августа 1955) — канадский путешественник и писатель. Совершил кругосветное путешествие пешком и написал об этом книгу.

## Биография
До 2000 года Жан Беливо жил в Монреале (Канада), где у него был свой небольшой бизнес. После банкротства фирмы, согласно его воспоминаниям, он переживал серьёзный психологический кризис, и в связи с этим решил отправиться в пешее путешествие до Нью-Йорка. Достигнув этой цели, Беливо решил продолжить путь: он пересёк всю Америку (до атлантического побережья Аргентины), Африку с севера на юг и Евразию с запада на восток. Из Южной Кореи Беливо переправился в Японию, потом в Индонезию, Австралию и Новую Зеландию. Из этой страны он вернулся домой самолётом, совершив таким образом кругосветное путешествие, длившееся 11 лет (2000—2011 годы).
Не считая нескольких авиаперелётов и морских переправ, Беливо передвигался исключительно пешком, перевозя вещи в трёхколёсной тележке. В начале пути у него было 4 тысячи канадских долларов, которые очень быстро были потрачены. В дальнейшем Беливо путешествовал исключительно на пожертвования (так, авиаперелёт из Южной Америки в Африку был оплачен одной из аргентинских авиакомпаний). Вернувшись домой, он написал книгу, получившую название «В поисках себя».